# Graham Windeatt
Graham Claude Windeatt (5 agosto 1954) è un ex nuotatore australiano.
Specializzato nello stile libero, ha vinto la medaglia d'argento nei 1500 m sl alle Olimpiadi di Monaco 1972.
È stato primatista mondiale negli 800 m sl.

## Palmarès
- Olimpiadi
  - Monaco 1972: argento nei 1500 m sl.